# HD 31236
HD 31236，又名BD+19 811，SAO 94199、HR 1566，是一颗恒星，视星等为6.37，位于銀經181.36，銀緯-14.84，其B1900.0坐标为赤經4h 49m 5.5s，赤緯+19° -14.84′ 25″。